# Sagonne
Sagonne – miejscowość i gmina we Francji, w Regionie Centralnym, w departamencie Cher.
Według danych na rok 1990 gminę zamieszkiwało 201 osób, a gęstość zaludnienia wynosiła 11 osób/km² (wśród 1842 gmin Centre, Sagonne plasuje się na 938. miejscu pod względem liczby ludności, natomiast pod względem powierzchni na miejscu 730.).